# Мамфорд, Дэвид
Дэ́вид Бра́йант Ма́мфорд (англ. David Bryant Mumford; род. 11 июня 1937, Уорт, Западный Суссекс, Великобритания) — американский математик, известный своими работами по алгебраической геометрии.
Член Национальной академии наук США (1975), иностранный член Лондонского королевского общества (2008), Российской академии наук (2016).

## Биография
Родился 11 июня 1937 года в Уорте, Великобритания, в семье англичанина и американки. 
Обучался в Гарвардском университете, в 1961 году под руководством О. Зарисского защитил диссертацию, озаглавленную «Existence of the Moduli Scheme for Curves of Any Genus».
Основные работы Мамфорда — в области алгебраической геометрии, в которой он, продолжая традиции гарвардской школы, идущей ещё от Зарисского, стал одним из тех, кто извлёк пользу из идей Гротендика, сохраняя и более старые традиции. В его работах сочетаются как традиционная геометрическая интуиция, так и новейшая алгебраическая техника, например, построение многообразий Пикара и многих пространств модулей как давно известных квазипроективных многообразий. Большое значение имеют его работы по «патологиям» в алгебраической геометрии, классификации гладких проективных поверхностей, по теории инвариантов и по классической, но осовремененной теории тэта-функций.
Мамфорд также работает в области искусственного интеллекта.
Лауреат Филдсовской премии (1974), а также премий Шао (2006) и Вольфа (2008) по математике. Также награждён премией Стила в номинации «за математическое описание» (2007) и Национальной научной медалью США (2009), BBVA Foundation Frontiers of Knowledge Award (2012). В 1992 году сделал пленарный доклад на Европейском математическом конгрессе.
С 2012 года является фелло Американского математического общества. В 1995—1998 годах был президентом Международного математического союза.

## Книги, переведённые на русский язык
- Мамфорд Д. Лекции о кривых на алгебраической поверхности. — М.: Мир, 1968.
- Мамфорд Д. Абелевы многообразия. — М.: Мир, 1969.
- Дьёдонне Ж., Керрол Дж., Мамфорд Д. Геометрическая теория инвариантов. — М.: Мир, 1974.
- Мамфорд Д. Алгебраическая геометрия. Комплексные проективные многообразия. — М.: Мир, 1979.
- Мамфорд Д. Лекции о тэта-функциях. — М.: Мир, 1988.
- Мамфорд Д. Красная книга о многообразиях и схемах. — М.: МЦНМО, 2007.
- Мамфорд Д., Райт Д., Сирис К. Ожерелье Индры. Видение Феликса Клейна. — М.: МЦНМО, 2011.